# Rasno
Rasno je naseljeno mjesto u gradu Širokom Brijegu, Federacija Bosne i Hercegovine, BiH. Nalazi se južno od Širokog Brijega.

## Stanovništvo

### Popisi 1971. – 1991.
| Rasno              |              |              |               |
| godina popisa      | 1991.        | 1981.        | 1971.         |
| Hrvati             | 775 (99,48%) | 840 (99,52%) | 1060 (99,81%) |
| Srbi               | 0            | 1 (0,11%)    | 0             |
| Muslimani          | 0            | 0            | 0             |
| Jugoslaveni        | 0            | 1 (0,11%)    | 0             |
| ostali i nepoznato | 4 (0,51%)    | 2 (0,23%)    | 2 (0,18%)     |
| ukupno             | 779          | 844          | 1062          |

### Popis 2013.
| Rasno              |              |
| godina popisa      | 2013.        |
| Hrvati             | 620 (99,84%) |
| Srbi               | 0            |
| Bošnjaci           | 0            |
| ostali i nepoznato | 1 (0,16%)    |
| ukupno             | 621          |

## Poznate osobe
- fra Blago Brkić, hrvatski katolički svećenik, franjevac, misionar, prevoditelj

## Spomenici i znamenitosti
- * Spomenik Ivanu Sopti u- U dvorištu obnovljene pučke škole, godine 2001., u prigodi njezine stote obljetnice, postavljen je kip hrvatskog književnika Ivana Sopte. Odljevak kipa u bronci, naravne visine, rad je akademskoga kipara Stjepana Skoke.[3]

## Vanjske poveznice
- Satelitska snimka  Arhivirana inačica izvorne stranice od 2. svibnja 2009. (Wayback Machine)